# Ulluco
Ullucus tuberosus
Genre
Espèce
Classification phylogénétique

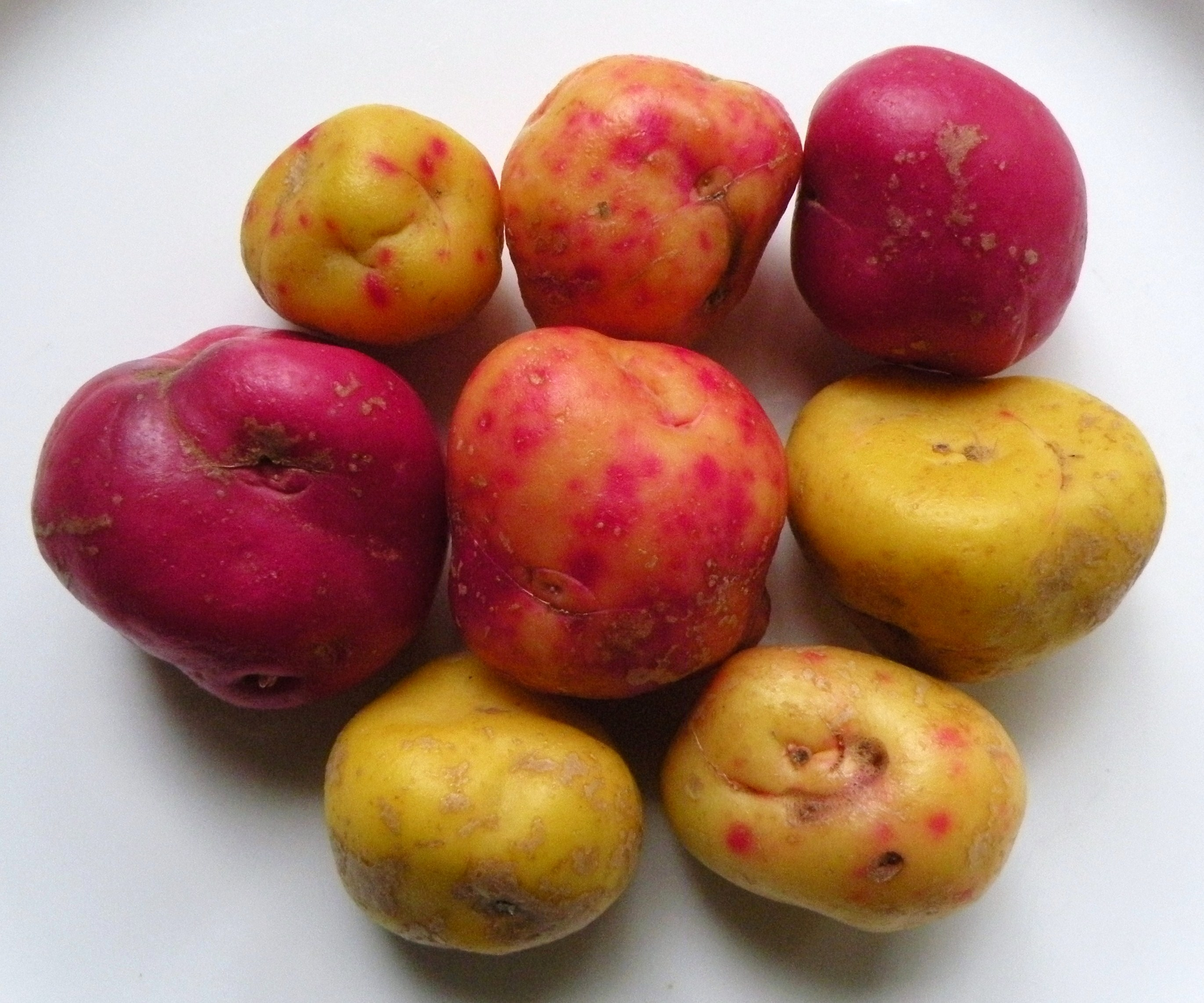
Tubercules d'ulluco.

Ullucus tuberosus, Ulluco ou Olluco ou Melloco ou Papa lisa, est une espèce de plantes à fleurs de la famille des Basellaceae originaire de la cordillère des Andes en Amérique du Sud. Il s'agit de la seule espèce actuellement reconnue du genre Ullucus.

## Description
Plante vivace produisant des tubercules arrondis dont le volume sous notre climat est celui d'une grosse noix. Ces tubercules sont roses, très lisses, leur chair est jaunâtre, mucilagineuse ou féculente lorsque le tubercule atteint sa complète maturité. Ils se développent sur des rhizomes qui prennent naissance à la base des tiges; celles-ci, ramifiées et rampantes, prennent racine à chaque point où elles touchent la terre. Les feuilles sont alternes, épaisses, spatulées, d'un vert brillant, munies d'un pétiole assez long, rougeâtre. Les fleurs sont petites, verdâtres, axillaires, ne produisant pas de graines sous notre climat

## Utilisation
Les tubercules sont comestibles, L'ulluco est un aliment de base en Amérique du Sud, utilisé généralement comme les pommes de terre. En effet, lorsqu'ils sont bouillis et frits, les tubercules ont un goût très semblable à celui des pommes de terre,. Les feuilles peuvent également être mangées crues ou cuites. Les tubercules contiennent environ 14 % de glucides, 1 à 2 % de protéines, presque pas de matières grasses ni de fibres. Ils sont assez riches en vitamine C, environ 23 mg pour 100 g de poids frais. Les tubercules se conservent bien jusqu'à 12 mois dans des conditions fraîches. Les feuilles - crues ou cuites contiennent environ 12 % de protéines en poids sec.